# Archistes plumarius
Archistes plumarius är en fiskart som beskrevs av Jordan och Gilbert, 1898. Archistes plumarius ingår i släktet Archistes och familjen simpor. Inga underarter finns listade i Catalogue of Life.